# 鹿央町
鹿央町（かおうまち）は、かつて熊本県にあった町。
2005年1月15日に山鹿市・鹿本郡菊鹿町・鹿北町・鹿本町と合併し、山鹿市鹿央町となった。

## 地理
熊本県の北部に位置する。
- 農用地34.9%
- 森林 41.6%
- その他23.5%

## 歴史
- 1955年（昭和30年）7月1日 - 米野岳村、千田村、山内村の3村が合併して鹿央村が発足。
- 1965年（昭和40年）11月1日 - 町制施行により鹿央町誕生。
- 2005年（平成17年）1月15日 - 山鹿市および鹿本郡菊鹿町・鹿北町・鹿本町と対等合併し、新しい山鹿市となり消滅。

## 経済

### 産業
特産品
- スイカ、メロン、ハウスキンカン、米、梨、手作りみそ、赤米製品、スイカのみそ漬け、木工品など。

## 教育
中学校
- 鹿央町山鹿市中学校組合立米野岳中学校（現・山鹿市立米野岳中学校）

小学校
- 鹿央町立米野岳小学校（現・山鹿市立米野岳小学校）
- 鹿央町立千田小学校（現・山鹿市立千田小学校）
- 鹿央町立山内小学校（現・山鹿市立山内小学校）

## 交通

### 鉄道
町内を鉄道は通っていない。鉄道を利用する場合の最寄り駅は、JR九州鹿児島本線木葉駅。

### 路線バス
- 九州自動車道 鹿央バスストップ
  - ひのくに号（各停のみ）：福岡空港 - 鹿央 - 熊本市

### 道路
一般国道
- 国道3号

## 観光・文化
古墳の多い地域であり、県立装飾古墳館が設置されている。また下記の文化財が所在する。

### 国指定文化財
- 史跡・岩原古墳群

### 県指定文化財
- 持松塚原古墳、桜の上横穴群、康平寺仏像等、岩原横穴墓群